# Borne de La Boissière
La borne de La Boissière est une borne frontière posée en 1613 dans le massif du Jura, et marquant alors la nouvelle frontière entre la Franche-Comté et le Bugey.

## Localisation
Aujourd'hui, on localise cette pierre sur la commune du Viry (département du Jura), en France.
La Borne de La Boissière est située au lieu-dit La Boissière.

## Histoire
La borne fait partie d'une série de bornes frontières posées en 1613, et marquant alors la nouvelle frontière entre le Royaume de France (après la prise de Bugey aux États de Savoie) et la Franche-Comté bourguignonne, à la suite du traité de Lyon en 1601, et du traité d'Auxonne en 1612.
Elle est classée au titre des  monuments historiques depuis le 12 janvier 1926.